# Przed wschodem słońca
Przed wschodem słońca – amerykański melodramat z 1995 roku.

## Główne role
- Ethan Hawke - Jesse
- Julie Delpy - Celine

## Opis fabuły
W pociągu zmierzającym do Wiednia spotykają się przypadkiem: Francuzka jadąca do Paryża i Amerykanin wracający do Stanów. Rozmowa o wszystkim zaczyna ich coraz bardziej pasjonować. Postanawiają spędzić na rozmowie najbliższych paręnaście godzin, wędrując po Wiedniu.